# Everything (singel Michaela Bublé)
"Everything" to singel Michaela Bublé z albumu Call Me Irresponsible. W przeciwieństwie do pozostałej muzyki Michaela Bublé, ta piosenka reprezentuje tzw. nowoczesny, dojrzały typ radiowej piosenki popowej (inaczej pisząc - to "komercyjna, ale ambitna piosenka").

## Styl muzyczny
W odróżnieniu od reszty muzyki Bublé, ten utwór daleko odbiega od bycia ukierunkowanym na muzykę jazzową, a przedstawia sobą dojrzałą, nowoczesną muzykę popularną. Pominięto tu zupełnie sekcję dętą, a także gitarowe sterowanie. Fortepian oraz gitara akustyczna wyznaczają główną melodię piosenki, wspólnie z gitarą elektryczną słyszalną w refrenie. Gitary to instrumenty rzadko używane w muzyce Michaela. Również śpiew Bublé jest inny niż dotychczas. Zwykle głos Michaela Bublé zmienia interwały, ale jego głos w tej piosence jest wydobywany dosyć gładko, bez wkraczania w głośne interwały. Można by to porównać do przeboju z 2005 roku pt. "Home" z albumu It's Time.

## Lista utworów
1. "Everything" (album version)
2. "These Foolish Things (Remind Me of You)"
3. "Everything" (Alternative Mix)

## Teledysk
Istnieje videoclip do tej piosenki, w którym Michael śpiewa tę piosenkę, a także prowadzi casting dla aktorów i artystów estradowych by zagrali w jego teledysku i wybiera jednego z nich na końcu. Teledysk został umieszczony na popularnej stronie internetowej YouTube, gdzie odtwarzano go ponad 8,453,951  razy. 

## Pozycje na listach przebojów
| Rok  | Singel       | Lista przebojów                               | Pozycja |
| ---- | ------------ | --------------------------------------------- | ------- |
| 2007 | "Everything" | U.S. Billboard Hot 100                        | 46      |
| 2007 | "Everything" | Polska LP3                                    | 1       |
| 2007 | "Everything" | U.S. Billboard Hot Digital Songs              | 26      |
| 2007 | "Everything" | U.S. Billboard Hot Adult Contemporary Tracks  | 1       |
| 2007 | "Everything" | U.S. Billboard Pop 100                        | 47      |
| 2007 | "Everything" | Canadian Hot 100                              | 10      |
| 2007 | "Everything" | Italian Singles Chart                         | 2       |
| 2007 | "Everything" | Australian ARIA Charts                        | 19      |
| 2007 | "Everything" | Australian ARIA Top 50 Physical Singles Chart | 17      |
| 2007 | "Everything" | Dutch Top 40                                  | 9       |